# Pala (vestimenta)

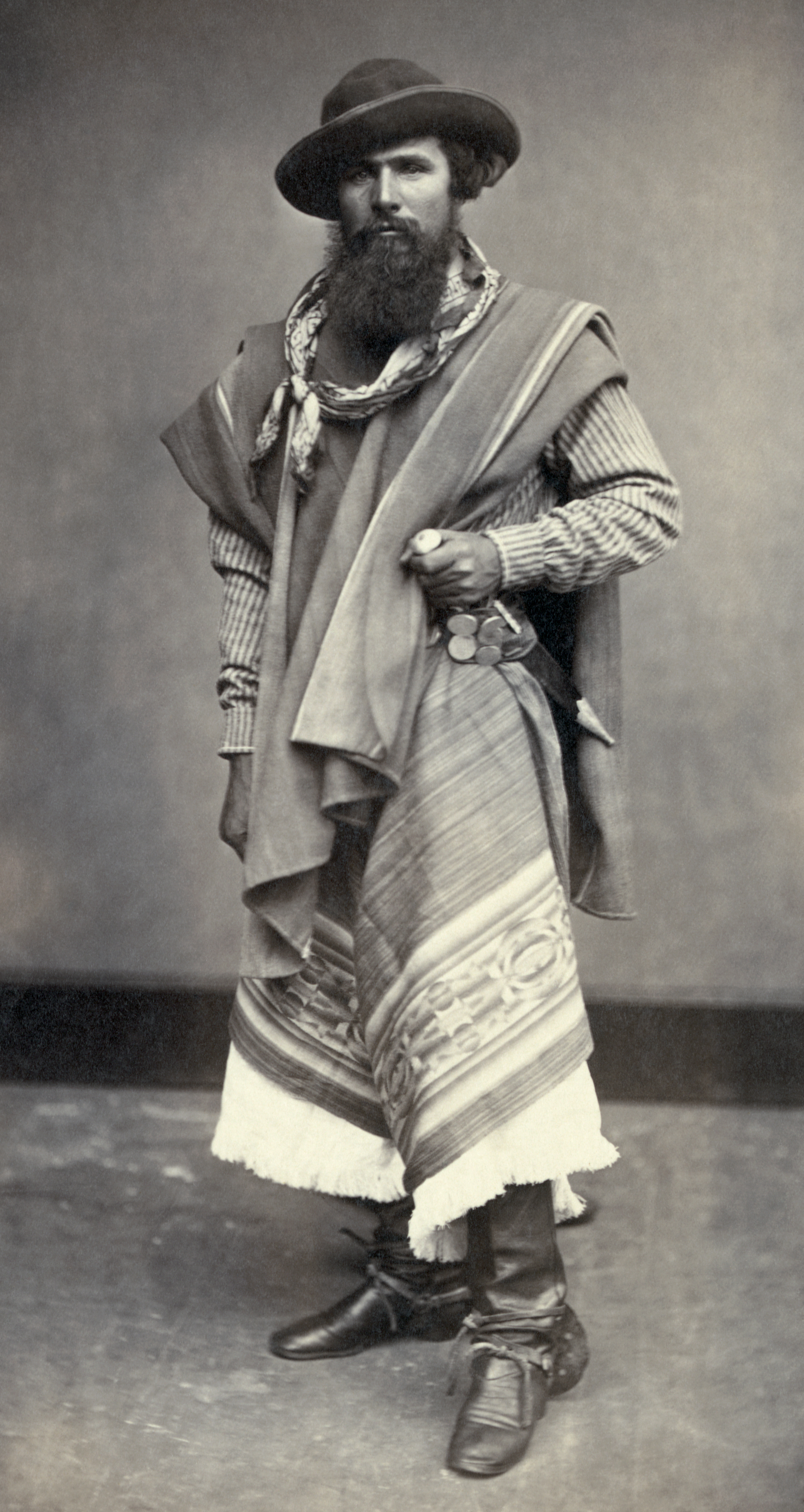
Um gaúcho com pala. Peça normalmente confundida com o poncho.

Pala é uma vestimenta tradicional de diversas partes da América do Sul. É comum entre andinos e gaúchos tradicionais, sendo uma vestimenta opcional em ocasiões festivas tradicionalistas.
O gaúcho do meio rural usa-o para proteção do frio e do vento e da chuva, por sobre a vestimenta usual, sendo feito em teares com lã de ovelha. Nas cidades ainda se pode vê-lo em dias frios como sobretudo. Ainda serve como cobertor improvisado. Na América andina é feito de lã de lhama, alpaca ou vicunha. Comercialmente, por vezes são feitos com fibras sintéticas

## Etimologia
Pala é uma palavra indígena para essa peça de vestuário que compreende uma peça retangular comumente dotada de franjas e sem gola, tendo apenas uma fenda no seu centro por onde o vivente põe sua cabeça pra fora. É comum usar mesmo entre gaúchos, o termo pala e poncho sendo considerado termos intercambiáveis, mas é mais correto pensar num pala como um tipo específico de poncho (agora usado como palavra ônibus para várias vestimentas desse tipo) mais simples. Outras peças de roupa parecidas com o pala são o poncho, o pala-poncho, o bichará e a capa.